# ユーキース・エンタテインメント
株式会社ユーキース・エンタテインメントは、東京都中央区にある日本の芸能プロダクション、映像企画制作・舞台企画制作会社である。

## 主な所属者
- 田中優樹
- 正木蒼二
- 清水美那
- 今村聡
- よこやまよしひろ
- 大島つかさ
- 佐々木庸二
- 山崎洋介
- 山本正之 (俳優)
- 大迫洸太郎
- 四宮由佳
- 田中梨瑚
- 星達也
- 松田翼

## 演出家/脚本家
- 田中優樹
- 山崎洋介
- 松下軽美
- 大迫洸太郎
- 千葉あさひ

## 主な映像制作
テレビ番組
- BSジャパン『五木・コロッケふれあい人情旅～長崎から電車に乗って博多に着いた！～』（制作・演出）
- BS-TBS 『坂崎幸之助のレコード時代』（演出）
- BS-11　『僕たちのふれあい介護』（制作・演出）
- BS日テレ『ストロングポイント』（制作・演出）
- テレビ朝日『トリハダ!スゴイ映像大連発3時間スペシャル』（演出）
- BS-11　『中畑清 熱血！スポーツ応援団』
- BS朝日『ふれあい介護日記』（制作・演出）
- BS11『香妻琴乃のスマイルGOLF』（制作・演出）
- NHK『熱血解剖！Ｂリーグ』
- BS日テレ『武井壮のゴルフコロッセオ』
- テレビ朝日『青木功ゴルフ人生50周年記念特番』（演出）
- テレビ朝日特番『長嶋さんと中居くん』
- BS日テレ『さまぁ～ずのプロ野球ヒーローＢＥＳＴ３０』
- テレビ朝日『2018 FIFA ワールドカップ Side Story』（制作協力）

映画
- 『サブちゃん』（制作）

CM
- 『クリニコ』（制作・演出）
- 『日本和装』（制作協力）
- 『飛島建設』VP（制作・演出）

イベント
- 『角川映画 シネマ・コンサート』

## ユーキース・エンタテインメント プロデュース・制作の舞台公演
- 第1回公演『アブニール夢見が丘 ～壁一枚の物語～』（2011年9月18日～10月9日、人形町三日月座、出演：田中優樹、乃木太郎、ほか）
- 第2回公演 独り芝居・芸人列伝第四伝『贋作・一条さゆり』（2011年6月19日～7月10日、人形町三日月座、出演：若林美保、ほか）
- 第3回公演 独り芝居・芸人列伝第五伝『贋作・圓朝』（2011年7月31日～9月4日、人形町三日月座、出演：乃木太郎、山崎洋介、ほか）
- 第4回公演『対角線に浮かぶソネット』（2012年4月26日～29日、荻窪かいホール、作・演出：乃木太郎、出演：新妻さと子、植本莉奈、ほか）
- 第5回公演『風に呼び駆ける』（2012年5月23日～5月27日、荻窪かいホール、作・演出：園田英樹、出演：松本梨香、田中優樹、新妻さと子、乃木太郎、ほか）
- 第6回公演 独り芝居・芸人列伝第六伝『贋作、太地喜和子』（2012年6月19日～24日、秋葉原ズーズ―C劇場）
- 劇団きみにほ 旗揚げ公演『鉄道員（ぽっぽや）』（2013年2月7日～2月10日、日本橋公会堂　（日本橋劇場）、原作：浅田次郎、音楽：ミッキー吉野、脚本：北阪昌人・金子りつ子、演出：田中優樹、出演：勝野洋、仲谷明香、田名部生来、河西健司、松原剛志、渚あき、速水けんたろう、松本梨香、深見亮介、Shota（ALvino）、粟島瑞丸、小野剛民、乃木太郎、四宮由佳、藤崎桐子、ほか）
- 第7回公演『あの日の夕陽は確かに笑った2』（2013年2月27日～3月4日、下北沢・小劇場楽園、作：西永貴文（猫☆魂）、演出：田中優樹、出演：渡辺慎一郎、園田英樹、ほか）
- 第8回公演『第一回園田英樹演劇祭』（2013年3月27日～４月4日、下北沢・小劇場楽園）
  - 『ミナカミ』（演出・作：園田英樹、出演：内田眞由美、神田莉緒香、ほか）
  - 『五色ロケットえんぴつ～気が付けば恋の話』（作：園田英樹、演出：乃木太郎、出演：田名部生来、乃木太郎、神田莉緒香、ほか）
  - 『カナリア』（作：園田英樹、演出：田中優樹、出演：中田ちさと、内田眞由美、ほか）
- 第9回公演『アブニール夢見が丘～壁一枚の物語～』（2013年7月31日～8月25日、出演：Shota（ALvino）、田中優樹、加藤隼平、松山優太、KENROKU、新妻さと子、近藤奈保妃、今安琴奈、ほか）
  - 東京公演（タイニイアリス）
  - 横浜公演（新横浜NEW　SIDE　BEACH!!）
  - 大阪公演（Ardiente）
  - 札幌公演（cube garden）
  - 帯広公演（帯広スタジオレスト）
  - 函館公演（函館山ロープウェイクレモナホール）
- 第10回公演『たりない写真、歌えなかった唄のために』（2013年10月12日～16日、戸野廣浩司記念劇場、作・演出：乃木太郎、出演：神田莉緒香、長谷川唯（Sweety）、谷沢龍馬、真辺幸星、三月達也、横江梨絵、津野眞由美、木下龍、乃木太郎、ほか）
- 第11回公演『賃貸ポセイドン』（2013年10月19日～22日、戸野廣浩司記念劇場、作・演出：山元啓太郎、出演：坪田浩輝、山元啓太郎、ほか）
- G&Gアクターズファクトリー第5回プロデュース公演『秋宵（あきよい）～遠い日の宴～』（2013年11月27日～12月1日、笹塚ファクトリー、作：望月武、作・演出：田中優樹、出演：深見亮介、田中優樹、近野莉菜、松山優太、KENROKU、乃木太郎、四宮由佳、鵜飼真帆、近藤奈保妃、長谷川唯（Sweety）、ほか）
- 第12回公演『…from the moon light～月からの贈りもの～』（2014年2月27日～3月2日、新宿シアターミラクル、作：田中優樹・演出：山崎洋介、出演：Nozom（Psalm）、長谷川唯（Sweety）、大島つかさ、藤崎桐子、津野眞由美、乃木太郎、ほか）
- 番外公演『番外かいっっっっ！！』（2014年3月13日～3月15日、人形町三日月座）
- ユーキース・エンタテインメント四宮由佳プロデュース公演vol.1『カナリア』（2014年3月31日～4月6日、新宿タイニイアリス、作：園田英樹、演出：田中優樹）
- 第13回公演『アブニール夢見が丘 ～壁一枚の物語～』（2014年4月2日～4月6日、新宿タイニイアリス、作：Ａ・ロックマン、演出：橋本昭博、出演：大迫洸太郎、ほか）
- 第14回公演『第二回園田英樹演劇祭』（2014年5月20日～6月1日、シアター風姿花伝）
  - 『バックホーム』（演出・作：園田英樹、出演：神田莉緒香、齋藤明里、長谷川唯（Sweety）、白石稔、ほか）
  - 『タイムポンポン』（作：園田英樹、演出：粟島瑞丸、出演：溝口恵、冨田真由、中口翔、真辺幸星、津野眞由美、ほか）
  - 『カナリア』（作：園田英樹、演出：田中優樹、出演：神田莉緒香、葉山いくみ、青峰佑樹（友情出演）、辺見玲菜（友情出演）、ほか）
  - 『髪飾りのかたち』（作：大石晟雄、演出：田中優樹、出演：佐伯亮、滝沢乃南、青峰佑樹、佐伯大地、近藤奈保妃、松本梨香、ほか）
- ユーキース・エンタテインメント四宮由佳プロデュース公演 vol.2『花、走る』（2014年8月19日～8月24日、サンモールスタジオ、作：前田義朗、演出：田中優樹、出演：四宮由佳、佐伯亮、大迫洸太郎、ほか）
- 番外公演『繋ぐ』（2015年1月10日～1月31日、人形町三日月座、作・演出：新井秀則、出演：晴野未子、津野眞由美、青木ナナ、乃木太郎、ほか）
- 園田英樹演劇祭 Plus『谷中コメディーショー』（2015年2月6日～9日、戸野廣浩司記念劇場、演出：園田英樹、出演：藤澤希未、杜野まこ、仲谷明香（ゲスト出演）、ほか）
- 第15回公演『あしたのおもひで』（2015年02月24日～03月01日、新宿村LIVE、作：大石晟雄、演出：田中優樹、出演：和田雅成、南明奈、鵜飼真帆、宮崎湧、ピコ、松本梨香、ほか）
- ユーキース・エンタテインメント四宮由佳プロデュース公演 vol.3『春雨の降る夜に』（2015年3月9日～15日、浅草三日月座、作・演出：柿沼照継、出演：四宮由佳、若林美保、ほか）
- 園田英樹演劇祭 Plus『王子コメディーショー』（2015年3月31日～4月5日、シアター・バビロンの流れのほとりにて、演出：園田英樹、出演：若宮亮、今安琴奈、冨田真由、木下かれん（ゲスト出演）、ほか）
- 第16回公演『たりない写真、歌えなかった唄のために』（2015年6月9日～6月14日、千本桜ホール、作・演出：乃木太郎、出演：藤本かえで、木下かれん、今安琴奈、冨田真由、田中優樹、ほか）
- 第三回園田英樹演劇祭（2015年7月10日～7月16日、戸野廣浩司記念劇場）
  - 『ロマンス』（作・演出：園田英樹、出演：冨田真由、今安琴奈、晴野未子、ほか）
  - 『谷中コメディーショー2』（演出：園田英樹、出演：木下かれん、今安琴奈、大迫洸太郎、晴野未子、ほか）
- 第17回公演『ホタル～舞姫ストリーム～』（2015年8月5日～8月9日、戸野廣浩司記念劇場、作・演出：草間栞、出演：藤本かえで、晴野未子、名和利志子、乃木太郎、ほか）
- ユーキース・エンタテインメント レストラン公演『姦しく嬲る』（2015年8月29日～9月6日、ビア食堂 トゥリンク(TRINK)、作・演出：千葉あさひ）
- 第18回公演『ミュージカル「バックホーム」』（2015年9月29日～10月4日、小劇場Ｂ１、作・演出：園田英樹、出演：安島萌、田所ミカ、山下菜々子、乃木太郎、冨田真由、今安琴奈、中島瑠美、大迫洸太郎ほか）
- ユーキース・エンタテインメント 浅草三日月座公演『from the moon light～月からの贈り物～』（2015年10月11日～10月18日、浅草三日月座、作：田中優樹・演出：山崎洋介）
- 即興パフォーマンスチーム OvOb 旗揚げ公演『OvOb ライヴ vol.1』（2015年10月10日・17日、浅草三日月座、演出：園田英樹、出演：大迫洸太郎、マペヲ、おぐまひろし、西園ゆうゆ、今安琴奈、冨田真由、乃木太郎、園田英樹、ほか）
- G&Gアクターズファクトリー第6回プロデュース公演『吾木香～ワレモコウ～』（2015/11/25～2015/11/30、八幡山ワーサルシアター、演出：田中優樹、出演：深見亮介、あご勇、小野剛民、園田英樹、清水美那、冨田真由、今安琴奈、田中優樹ほか）
- OvOb × は～もに～らんど 大阪公演『おかまちコメディーショー2』（2015年12月5日～6日、おかまち あーとらんどYOU2、演出：園田英樹、出演：大迫洸太郎、マペヲ、今安琴奈、乃木太郎、園田英樹、ほか）
- ユーキース・エンタテインメント ダンス公演『MERRY DANCE MASS!!! + OvOb』出演・振付：今安琴奈、中島瑠美（2015年12月16日、月島社会教育会館 4Fホール）
- ユーキースショーケース第一回、2016年5月「傘をさして嘘をつく」作・演出：大石晟雄、＠STUDIOユーキース
- ユーキース・エンタテインメントvol.19『第四回園田英樹演劇祭』2016年7月
  - ミュージカル『バックホーム』演出：園田英樹、出演・振付：今安琴奈、中島瑠美
  - 『新宿コメディーショー』出演：大迫洸太郎、今安琴奈
  - 『さくら』作・演出：大石晟雄
- ユーキースショーケース８月公演『 耳隠して、女隠して、心隠す 』作・演出：千葉あさひ[出演]倉地裕衣、榮竜盛、三宅朝子、下石知美、蓮沼裕之、下村響子、城市のび太、宮島はるか、永田もえ、三輪翔志、＠STUDIOユーキース
- G&Gアクターズファクトリー第7回プロデュース公演『秋宵（あきよい）～遠い日の宴～』（2016年9月、雑遊、作：望月武、作・演出：田中優樹、出演：深見亮介、田中優樹
- ユーキース・エンタテインメント主催公演『舞台版 ロードス島戦記』（2017年1月6日～14日、紀伊國屋サザンシアター、作・演出：園田英樹出演：菅谷哲也、多田愛佳、ピコ、深沢敦、汐崎アイル、月船さらら、佐奈宏紀、長江英和、水希蒼、今安琴奈、こにわ、辻凌志朗、橋本真一、八坂沙織ほか）
- 即興パフォーマンスチーム OvOb 『ovob インプロLIVE！！』2017年3月、監修：園田英樹、出演大迫洸太郎、今安琴奈、泰勇気、リョウKスカイフィッシュ、ピアノ生演奏今安志保＠STUDIOユーキース
- 即興パフォーマンスチーム OvOb 『ovob インプロLIVE！！』2017年4月、監修：園田英樹、出演大迫洸太郎、今安琴奈、泰勇気、リョウKスカイフィッシュ、ピアノ生演奏今安志保＠STUDIOユーキース
- ユーキース・ショーケース　第三弾『寝る子を起こせ』2017年5月、作・演出：千葉あさひ、出演：如月まりな、花井祥平、島村彩也香、石井アヤ、永田もえ、三浦あり、春来成実、甲斐優風汰、吉岡圭介
- ユーキース・ショーケース　第四弾『激熱』2017年5月～6月、作・演出：大石晟雄、出演：橘莉子、笹木ありさ、成瀬美希、森原彩夏、森崎志桜里、詩萌、中嶋こゆき、鳥井響、広瀬玲奈、優月心菜
- 即興パフォーマンスチーム OvOb 『ovob インプロLIVE！！』2017年6月～7月、監修：園田英樹、出演大迫洸太郎、今安琴奈、小山修平、リョウKスカイフィッシュ、ピアノ生演奏今安志保＠STUDIOユーキース
- 『夏草～夜明けを待ちながら～』2017年9月、作・演出：田中優樹、出演：武田知大、上杉 輝、小野瀬みらい、村上幸平、成松慶彦、疋田ちはる、佐々木庸二、吉見麻美、喜多川2tom
- オリジナル朗読劇『思い出はコンビーフに乗せて』2017年9月、作・演出：宮田健吾出演：梅田綾乃、永澤菜教、ロア健治、天野由紀、ピアノ生演奏今安志保＠STUDIOユーキース
- ユーキース・エンタテインメントプロデュース『1000万ドルの夜景』2017年11月、作：宮田健吾演出：田中優樹出演：今安琴奈、梅田綾乃、松本唯、富山智帆、吉見麻美、佐々木庸二、大迫洸太郎
- 第五回　園田英樹演劇祭『ミュージカル　バックホーム』2017年12月作：園田英樹演出：田中優樹出演：梅田綾乃、神田莉緒香、今安琴奈、芦原優愛、朝日奈ゆう、田中優樹
- 第五回　園田英樹演劇祭『いつかどこかに』2017年12月、作・演出：園田英樹出演：石丸隆義、長島翼、佐々木庸二、大迫洸太郎、水月桃子、逢阪えま
- 第五回　園田英樹演劇祭 『ovob インプロLIVE！！』2017年12月、監修：園田英樹、出演大迫洸太郎、今安琴奈、リョウKスカイフィッシュ、小山修平、ピアノ生演奏今安志保
- 舞台【アブニール夢見が丘～壁一枚の物語～】演出：田中優樹
- 『OvObインプロライブ！！2018.3』
- ユーキース・ショーケース　第5弾　舞台『激熱』作・演出：大石晟雄
- 『OvObインプロライブ！！2018.5・6』
- For My Future project 第一弾【オトメ戦隊マジ卍】作：千葉あさひ演出：山崎洋介
- ユーキースショーケース　朗読劇　第一弾　朗読劇『パパによろしく』『シネマシーズンドットコム』『手紙』作：藤原良演出：田中優樹
- Keys＆Edge Project朗読劇　Vol,0 【下町小話】 朗読劇　『人形町のおきみ』『ライドオン ジンリキシャ』作：藤原良演出：田中優樹
- 『OvObインプロライブ！！2018.7・8』
- 『OvOb朗読劇！！』作：園田英樹・藤原良演出：田中優樹
- For My Future project 第二弾【ロマンス】作・演出：園田英樹
- 舞台「・・・from the moonlight」～月からの贈りもの～2018年9月　作・演出：田中優樹
- 『OvObインプロライブ！！2018.9・10』
- Keys＆Edge Project 朗読劇　第参談　『下町小話』作：藤原良演出：田中優樹
- ユーキースショーケース　朗読劇　第二弾　『家族のはなし』『シネマシーズンドットコム（秋の夜長編）』『手紙』　作・演出：藤原良